# Blue Maqams
Albums
Souvenance
(2015)
Blue Maqams est un album du joueur et compositeur de oud Anouar Brahem enregistré à New York en 2017 et sorti sur le label ECM,,,,.

## À propos de l'album
Pour Bobby Reed de DownBeat,  « le mot « maqam » se réfère ici à l'art mélodique arabe, mais aussi au maqam irakien, tel que pratiqué par le maître du oud Mounir Bachir ».

## Réception critique
L'album reçoit un large succès dans le monde entier. Dans DownBeat, Bobby Reed écrit : « Le résultat est un programme présentant, musique arabe traditionnelle ainsi que des éléments de jazz plus modernes. […] Ici, chaque musicien brille ». Sur AllMusic, Thom Jurek observe : « Blue Maqams est charmant. C'est une illustration presque parfaite de l'équilibre entre l'enquête culturelle et musicale, soulignée par la confiance et la communication quasi symbiotique de cet ensemble doué ».
Pour The Guardian, John Fordham écrit que « le oud de Brahem esquisse souvent les thèmes, parfois assombri par les autres dans des reflets crépusculaires rêveurs, accélérant le plus souvent en des promenades nocturnes se balançant langoureusement telles que le titre du CD. […] C'est une véritable rencontre des cœurs et des esprits ».
Dans All About Jazz, Mark Sullivan note qu'il s'agit du « disque le plus proche d'un enregistrement de jazz que Brahem ait faite - mais c'est toujours complètement sa propre vision, aidée par un groupe de musiciens exceptionnellement sympathiques ».
Le critique de RTÉ Paddy Kehoe quelifie l'album d'« envoûtant », déclarant que « le maître tunisien du oud Anouar Brahem se marie avec talent et intuitivité à son instrument dans une glorieuse collaboration avec le travail du bassiste Dave Holland, du batteur Jack DeJohnette et du pianiste Django Bates sur Blue Maqams ». Dans le Financial Times, David Honigmann déclare qu'il s'agit du meilleur album de Brahem depuis Le Pas du chat noir.

## Liste des pistes
Toutes les compositions d'Anouar Brahem 
1. "Opening Day" - 7:01
2. "La Nuit" - 10:28
3. "Blue Maqams" - 8:41
4. "Bahia" - 8:45
5. "La Passante" - 4:05
6. "Bom Dia Rio" - 9:23
7. "Persepolis's Mirage" - 8:06
8. "The Recovered Road to Al-Sham" - 9:26
9. "Unexpected Outcome" - 10:59

## Musiciens
- Anouar Brahem - oud
- Django Bates - piano
- Dave Holland - basse
- Jack DeJohnette - batterie